# Landgericht Tione

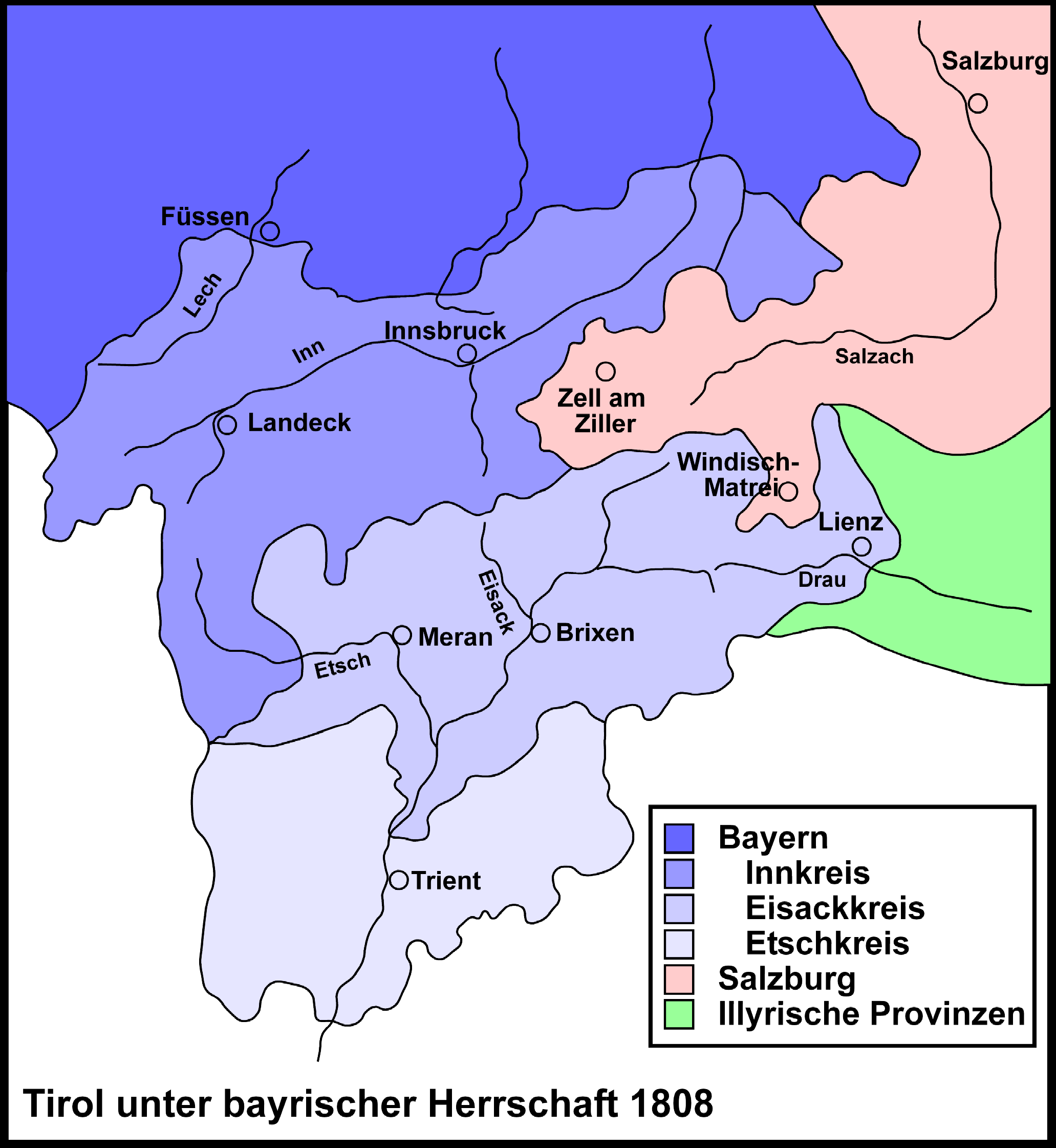
Das Landgericht Tione im Etschkreis 1808

Das Landgericht Tione war ein von 1806 bis 1810 bestehendes bayerisches Landgericht älterer Ordnung mit Sitz in Tione di Trento im Trentino. Die Landgerichte waren im Königreich Bayern Gerichts- und Verwaltungsbehörden.

## Geschichte
Im Jahr 1805 wurde nach dem Frieden von Pressburg im  Verlauf der Verwaltungsneugliederung Bayerns das Landgericht Tione errichtet. Dieses wurde nach der Gründung des Königreichs Bayern dem Etschkreis zugeschlagen, dessen Hauptstadt Trient war.
Peter Adolph Winkopp schreibt im Jahr 1807: „Das Landgericht Tione begreift die Judicarien mit Ausnahme des Gerichts Stenico; sodann die Gerichte Tione und Storo nebst der Grafschaft Lodron. Der Flächeninhalt beträgt 15 3/4 Quadratmeilen mit einer Bevölkerung von 18.537 Seelen, unter denen 16.954 landgerichtisch sind.“
Im Jahr 1810 wurde der Etschkreis an das napoleonische Königreich Italien abgetreten.

## Beamte des Landgerichts
Die Namen der Beamten des Landgerichts Tione im Jahr 1809 lassen sich aus dem Königlich-Baierischen Regierungsblatt entnehmen.
- Erster Assessor: Carl Cagolini
- Zweiter Assessor: N.N. Zannotti